# Ressentiment
(Friedrich Nietzsche, Umano, troppo umano)

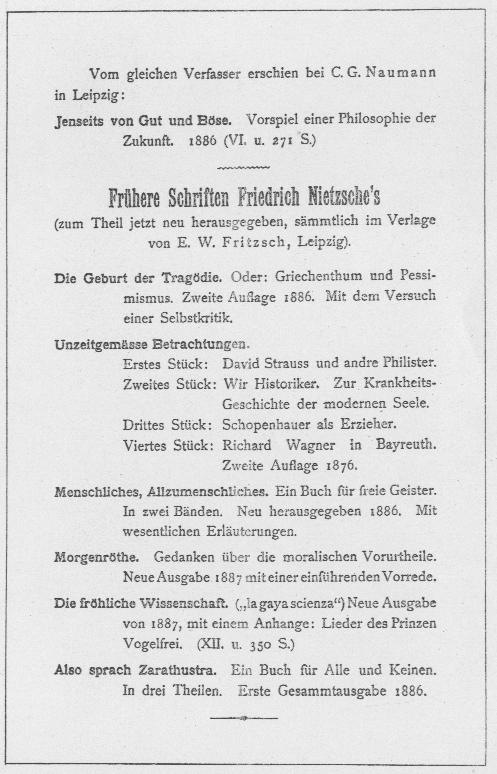
Elenco delle opere di Friedrich Nietzsche anteriori alla Genealogia della morale, prima edizione 1887.

Ressentiment (/rəsɑ̃timɑ̃/, corrispondente all'italiano risentimento) è una parola francese utilizzata nelle scienze umane, filosofia, storia, sociologia e psicologia.
Nel contesto predetto, ressentiment indica un senso di risentimento e ostilità rivolto contro quello che ciascuno identifica quale causa della propria frustrazione, e pertanto un'attribuzione di biasimo (ad un soggetto esterno, surrettiziamente additato quale "colpevole") per la propria frustrazione. Il senso di debolezza o inferiorità e forse di invidia nel prospettarsi predetta "causa" (impersonificata) fa nascere un sistema di valori rifiutante/giustificante, o moralità, che attacca o confuta/rimuove la fonte percepita della frustrazione del soggetto. L'ego crea un nemico, per isolarsi dal senso di colpa.
Espressione acquisita in molte lingue per le sue valenze filosofiche e psicologiche, ressentiment non può essere sostituito con il vocabolo corrispondente italiano, e nemmeno in francese possiede la stessa portata semantica del (pure ortograficamente identico) termine del linguaggio comune. Anche se quest'ultimo si riferisce ugualmente ad un senso di frustrazione diretto ad una fonte percepita, nella lingua (e nella coscienza) comune non si istituisce alcun nesso tra senso d'inferiorità e creazione di una moralità. Pertanto, anche in questa voce useremo la dicitura ressentiment per mantenere tale distinzione.

## Storia
Ressentiment fu introdotto originariamente come termine filosofico/psicologico da Friedrich Nietzsche. Il concetto divenne parte essenziale delle sue idee in tema di psicologia della questione "padrone-schiavo" (esposta analiticamente ne Al di là del bene e del male), e la conseguente nascita della moralità. Nietzsche presentò inizialmente — ed in via principale — il ressentiment nel suo Genealogia della morale.
Il termine fu usato anche in senso più bonario da Max Scheler nel suo Ressentiment del 1912, successivamente posto al bando dai nazisti.
Al giorno d'oggi, vocabolo di gran rilievo ed ampio utilizzo nella psicologia e nell'esistenzialismo, il ressentiment è concepito come una valida forza nella creazione di identità, "cornici" morali e sistemi di valori.

### Uso

#### Nietzsche
(Genealogia della morale, Saggio I, 13.)
Ressentiment è la riallocazione della sofferenza compiuta da chi trasferisce il proprio senso di inferiorità/frustrazione su un capro espiatorio esterno. L'ego crea un nemico illusorio, una causa che può essere "rimproverata" per il proprio senso di inferiorità/frustrazione. Perciò, non si viene umiliati da un insuccesso in sé, ma piuttosto da un "maligno" esterno. Questa proiezione di "biasimo" conduce il soggetto a bramare vendetta; questa smania di vendetta può assumere varie forme, come nella concezione cristiana del giudizio universale, od il concetto socialista di rivoluzione. In entrambi i casi, il senso d'impotenza crea l'illusione di un nemico; all'improvviso, ci si auto-rappresenta come oppressi piuttosto che meramente deboli, un fenomeno che genera acrimonia verso un bersaglio esterno (bramosia di una "vendetta" percepita).
Il ressentiment origina dalla reattività: più un uomo è debole, più è incapace di adiaforia,  ovvero di soffocare le reazioni. E viceversa, più un uomo è attivo, di animo forte e dinamico, tanto meno spreca tempo per riflettere su quello che gli vien fatto, e le sue reazioni (come immaginare di essere in realtà migliore) divengono meno compulsive. La reazione dell'uomo dalla volontà forte (una "bestia selvatica"), quando avviene, è idealmente di breve durata: non è qualcosa che occupi a lungo il suo intelletto.
Nella Terza dissertazione della "Genealogia", l'originale pensatore conclude pure che il prete asceta, principale attore e simbolo della religione da lui tanto esecrata, arriva a compiere il prodigio di far ritorcere il ressentiment del sofferente su sé medesimo:
(Genealogia, cit., Saggio III, 15)

#### Scheler
Max Scheler tentò di riconciliare le idee di Nietzsche sulla moralità padrone-schiavo e gli ideali cristiani di amore ed umiltà. Nietzsche vedeva la moralità cristiana come un genere di moralità da schiavi, mentre la cultura greco-romana era caratterizzata da una moralità da padroni. Scheler si discosta da questa opinione. Parte da un confronto tra amore greco ed amore cristiano. L'amore greco è descritto come un movimento da un valore più basso ad uno superiore. Il più debole ama il più forte, il meno perfetto ama il più perfetto. I perfetti non amano gli imperfetti poiché ciò diminuirebbe il loro valore o corromperebbe la loro esistenza. Questo è indicato chiaramente nel concetto aristotelico di Dio quale "motore immobile". Il motore immobile è autosufficiente per il semplice fatto di essere completamente immerso nella sua stessa esistenza. Il più alto oggetto di contemplazione muove tutto il resto attraverso la forza di attrazione, giacché la causalità efficiente degraderebbe la sua natura. Nell'amore cristiano, c'è un'inversione del movimento dell'amore (quale avevamo delineato poc'anzi). Il forte si volge al debole, il sano soccorre il malato, il nobile aiuta il plebeo. Siffatta metànoia scaturisce dall'idea cristiana sulla natura di Dio quale pienezza dell'essere. L'amore di Dio è manifestazione della sua sovrabbondanza. Il motivo per l'amore non è la carità né l'indigenza di chi ama, ma è radicato in un profondo convincimento che attraverso l'amore il soggetto possa effettivamente realizzare in modo più compiuto la propria personalità. Il motivo dell'amore per il mondo non è il bisogno né la carenza (come per Schopenhauer), ma l'impulso creativo di esprimere l'infinita pienezza dell'essere. Povertà e disagio non sono valori da idealizzare allo scopo di stigmatizzare ricchi e benestanti, ma semplicemente offrono alla persona l'opportunità di esprimere l'amore. È più difficile amare i ricchi, perché hanno meno bisogno della vostra generosità. La paura della morte è il segno di una vita al declino, malata e sopraffatta. L'amore e la sollecitudine verso i lebbrosi dimostrati da San Francesco d'Assisi sarebbero stati motivo di scandalo ed imbarazzo per i greci, ma per San Francesco le minacce al benessere sono irrilevanti, perché al fondo del suo essere sta la consapevolezza che la sua esistenza è saldamente radicata e sostenuta dalla sostanza dell'essere ultimo. Nell'amore cristiano autentico, i valori più bassi pertinenti alla vita sono oggetto di rinuncia non perché cattivi, ma in quanto ostacoli in relazione a quei valori assoluti che permettono ad una persona di porsi in relazione di Dio. È amando "come Dio ci ama" che anche noi possiamo partecipare della natura divina. Per questo motivo Scheler vede nella figura del santo cristiano una manifestazione di forza e nobiltà e non una manifestazione di ressentiment.

#### Weber
Max Weber, nel suo La sociologia della religione, mette in relazione ressentiment e giudaismo, assunta come religione della salvezza etica di un "popolo di paria". Weber definisce il ressentiment come "un fenomeno che inevitabilmente accompagna la particolare etica religiosa degli sventurati la quale, nel senso spiegato da Nietzsche ed in aperto sovvertimento dell'opinione antica, insegna che la ineguale distribuzione dei beni di questo mondo è causata dai comportamenti peccaminosi ed illegittimi dei privilegiati, e che prima o poi la collera di Dio si abbatterà su di loro."

#### Sartre
Jean Paul Sartre usava il termine mala fede per descrivere un fenomeno assai simile, il soggetto che depreca fattori esterni siccome apparentemente ritenuti causa dei propri insuccessi, di cui si tenta di respingere la responsabilità. La principale differenza rispetto alla concezione di Nietzsche sta nel fatto che Sartre presupponeva l'esistenza del libero arbitrio, mentre il filosofo tedesco la negava; la "mala fede" di Sartre era il rifiuto delle proprie capacità nella loro pienezza, mentre il ressentiment di Nietzsche teorizzava un'incapacità di conoscere i propri limiti.

#### Stewart
Per Dugald Stewart, il ressentiment è istintivo o deliberato. 

#### Deleuze
Il concetto di ressentiment è stato commentato, segnatamente, da Gilles Deleuze in Nietzsche et la philosophie (1962) nell'ottica di un rinnovamento "affermativo" ed anti-dialettico della filosofia. Dopo l'egemonia delle dottrine post-hegeliane, Deleuze propone una filosofia non più infulcrata all'idea del superamento dialettico ed alla critica, bensì alla valorizzazione dell'attivo sul reattivo (ove critica e dialettica sono assimilate alla negatività).

#### Girard
La nozione è stata pure elaborata a partire dalla metà degli anni ' 60 da René Girard, che identifica il ressentiment con la pura e semplice invidia comune nei riguardi di un modello insuperabile. Girard critica l'idea romantica che possano esistere individui superiori che siano i soli capaci di sentimenti autonomi, e considera l'imitazione quale condizione ordinaria e generale dell'uomo. Noi siamo tutti reattivi nel senso indicato in modo fallace da Nietzsche, non ultimi quegli stessi esseri che — apparentemente — si direbbero superiori nel senso nietzscheiano. Costoro, come Romeo e Giulietta o gli idoli dello star system, lungi dall'essere superiori, dipendono anzi in sommo grado dai sentimenti altrui per alimentare il loro amor proprio, e difatti — quando siano abbandonati a sé stessi all'epilogo della loro effimera gloria — rischiano di piombare nel suicidio o nei "paradisi artificiali" (droghe ed altre forme di illusorie vie d'uscita dagli "scacchi" che la vita c'infligge). Nel giudizio di Girard, Nietzsche medesimo appare specialmente "ressentissant" (ad esempio nei confronti di Wagner, dapprima ammirato e successivamente osteggiato), mentre la tensione generata dal fuorviante nesso tra gli schiavi e la situazione personale diviene un parametro esplicativo della follia di Nietzsche. Girard sviluppa del pari le ideologie del ressentiment (comunismo, antisemitismo, e più in generale tutti gli anti-qualcosa… ) sullo stesso tema, laddove Bibbia e Cristianesimo, "crocifissi" da Nietzsche (in ottima compagnia di tutto il pensiero moderno) gli appaiono viceversa portatori della verità dei sentimenti.
Occorre peraltro rilevare che Girard si fonda su una lettura semplificatrice del pensiero e della teoria di Nietzsche, di cui sopprime le sfumature (ad esempio, in Nietzsche l'uomo superiore non si sottrae al ressentiment, ma lo sovrasta),quindi il nesso tra la sua follia e la sua psicologia, accettato senza remore da Girard, non è in realtà così pacifico.

#### Angenot
Sul piano ideologico, il concetto di ressentiment è stato studiato dall'analista e storico del discorso Marc Angenot (Les idéologies du ressentiment, 1996), che ne fa uno dei vettori delle ideologie politiche, identitarie e nazionaliste del XX secolo. Al pari dei suoi predecessori, Angenot concepisce il ressentiment come un atteggiamento caratterizzato da un'accumulazione di pene e da un volontarismo la cui proliferazione (particolarmente vistosa nell'età contemporanea, con il postmodernismo, le rivendicazioni identitarie, il tribalismo) alimenta le varie forme di discriminazione e di conflittualità sociale. Ancorché la stabilità e l'incanto si volatilizzino sotto i nostri occhi (ciò che il filosofo tedesco Walter Benjamin chiama la perdita dell'aura, con riferimento alla "caduta dell'aureola" di Charles Baudelaire) la riflessività e la conservazione di una certa speranza collettiva restano i migliori mezzi, secondo Angenot, per mettersi al riparo dagli effetti reattivi del ressentiment.
Anche lo storico e filosofo Pierre-André Taguieff ha improntato alcune sue opere al ressentiment ritratto da una prospettiva affine a quella di Angenot.

#### Ferro
Per Marc Ferro, storico, condirettore della rivista Annales, direttore degli studi presso la École des hautes études en sciences sociales:
La reviviscenza dell'antica ferita è più forte di tutta la volontà di dimenticare. L'esistenza del ressentiment mostra pure come sia artificiosa la cesura tra passato e presente, che vivono di conseguenza l'uno nell'altro, con il passato che si fa presente, più presente anzi del presente stesso. La Storia ne offre svariate riprove.»

#### Tomelleri
Il sociologo italiano Stefano Tomelleri, sulle orme di René Girard, e a partire dalla lezione di Nietzsche e Scheler, ipotizza che la società contemporanea fondata sull'individualismo e sull'egualitarismo alimenterebbe il risentimento attraverso la progressiva istituzionalizzazione della competizione. Sebbene la società attuale abbia una maggior capacità di contenere le crisi dovute ad un'elevata dose di competizione, senza dover temere la diffusione del conflitto sociale, il prezzo da pagare è una democratizzazione delle nevrosi. I cittadini delle moderne società occidentali scontano una vera e propria cultura del risentimento, in cui i singoli individui sprecano grandi energie nel rincorrere desideri sempre più irraggiungibili e rinnovati dalle mode, con la conseguenza di accumulare frustrazioni, mentre le istituzioni sociali, lo stato nazionale in particolare, si dimostrano incapaci di uscire dalle logiche meccaniche dell'economia per sanare il malessere sociale.
«Dalla lezione dei due autori presi in esame [Nietzsche e Scheler], facciamo l'esperienza di una chiara e lucida immagine del risentimento moderno, troppo attento a criticare le imperfezioni altrui per potersi riconoscere esso stesso immerso in tali manchevolezze. È l'immagine di un grande affresco sulla modernità, dove è dipinto un ricco banchetto. Gli invitati sono in molti, ciascuno con una propria biografia, e alcuni siedono fronteggiandosi: gli “schiavi”, i “signori” da un lato, gli “asceti”, i “borghesi”, gli “uomini comuni” dall'altro. Il banchetto è apparecchiato con cura: sul tavolo sono appoggiati oggetti preziosi, la “morale giudaico-cristiana”, la “democrazia”, il “progresso”. Gli invitati sono al calduccio e con la pancia piena, ma non sono felici, si accusano vicendevolmente, in un andirivieni di rappresaglie dove ciascuno gioca a essere ostacolo per l'altro: sono in fermento. Il ricco banchetto riserva una scatola a sorpresa che tradisce un inganno: l'unico piatto servito è dell'uva acerba». La società del risentimento, pp. 63–64.

#### Onfray
Il filosofo francese Michel Onfray ha utilizzato il termine nella sua teoria politica; egli si definisce sostenitore di una sinistra "dionisiaca", una sinistra libertaria che cerchi la felicità per tutti; al contrario avversa quella che lui chiama sinistra del ressentiment, quella che 
Onfray sostiene che «essere nietzschiano vuol dire questo: dire di sì a tutto quello che la vita propone, invece essere nietzschiano di sinistra è dire di sì a tutto quello che dice di sì alla vita, ma dire di no a tutto quello che dice di no alla vita».